# Aaron McKie
Pour les articles homonymes, voir McKie.
Aaron Fitzgerald McKie (né le 2 octobre 1972, à Philadelphie, Pennsylvanie) est un ancien joueur américain de basket-ball de la National Basketball Association (NBA). McKie est un meneur de jeu, pouvant également évoluer au poste d'arrière.

## Carrière au lycée
McKie joua au lycée Simon Gratz à Philadelphie. Lors de sa dernière année, il fut élu All-Scholastic et All-Southern Pennsylvania, et mena son équipe en Public League à un bilan de 26 victoires et 4 défaites, avec des moyennes de 18,9 points, 9,9 rebonds et 7,2 passes décisives par match.

## Carrière à l'université
McKie évolua durant trois années à l'Université Temple se plaçant à la sixième place des marqueurs de l'histoire de l'équipe avec 1 650 points, soit une moyenne de 17,9 points par match en 92 rencontres. Il fut nommé dans l'équipe première de la Conférence « Atlantic Ten » lors de sa dernière année. Lors de son année junior, en 1993, il fut élu joueur de l'année de la Conférence Atlantic 10, après avoir inscrit 20,6 points par match lors de la saison.

## Carrière NBA

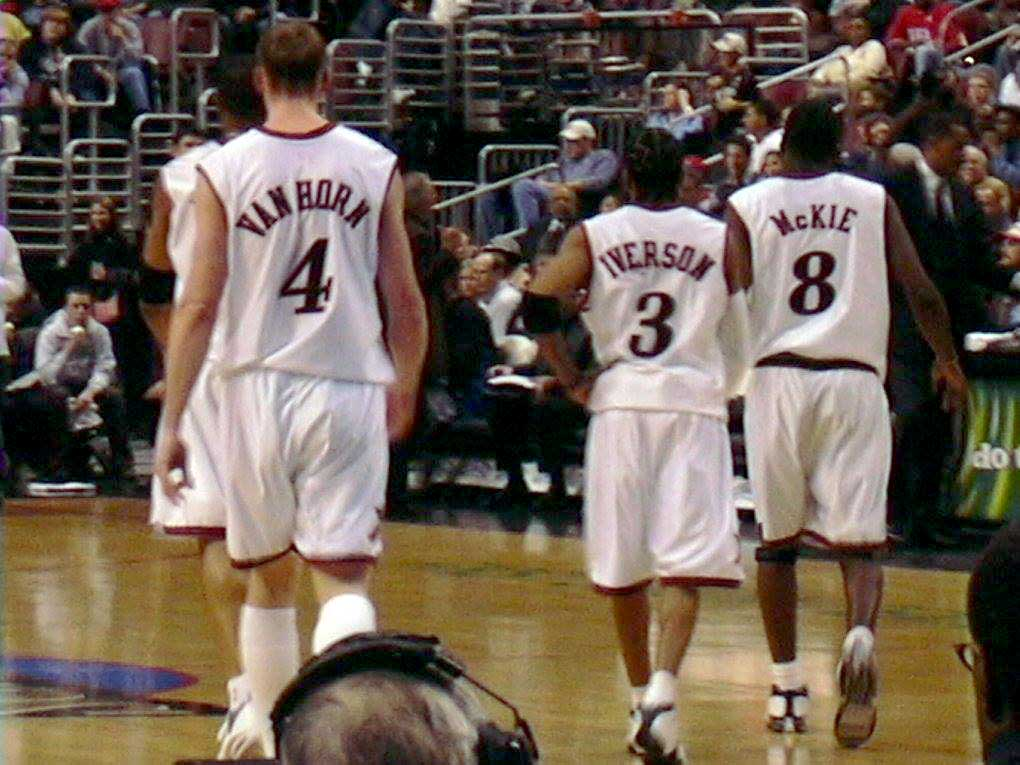
image du centre de basketball

McKie fut sélectionné au 17e lors de la Draft de la NBA 1994 par les Trail Blazers de Portland. Il a depuis joué pour les Pistons de Détroit, les 76ers de Philadelphie, et les Lakers de Los Angeles. Lors de la saison 2000-2001, McKie fut nommé NBA Sixth Man of the Year, devenant le premier joueur des Sixers depuis Bobby Jones en 1983 à remporter ce trophée. McKie joua un rôle important dans le parcours de l'équipe qui atteignit les Finales NBA, servant de remplaçant à Eric Snow et Allen Iverson et en étant occasionnellement titulaire. Il réalisa deux triple-doubles consécutifs durant cette saison 2000-2001, le décembre 2000 contre les Kings de Sacramento (19 points, 10 rebonds, 14 passes décisives) et le 3 janvier 2001 contre les Atlanta Hawks (11 points, 10 rebonds, 10 passes décisives).
Le 12 août 2005, Aaron McKie fut évincé des 76ers par le biais de l'« Amnesty provision », règle établie à la suite du nouvel accord collectif, permettant aux 76ers d'évincer un joueur sans avoir à payer la luxury tax de la part de son salaire sur le salary cap. McKie signa alors avec les Lakers le 22 août 2005.

## Statistiques
| Sixième homme de l'année |

### Saison régulière
| Saison    | Équipe       | Matchs | Titul. | Min./m | % Tir | % 3pts | % LF | Rbds/m. | Pass/m. | Int/m. | Ctr/m. | Pts/m. |
| --------- | ------------ | ------ | ------ | ------ | ----- | ------ | ---- | ------- | ------- | ------ | ------ | ------ |
| 1994-1995 | Portland     | 45     | 20     | 18.4   | .444  | .393   | .685 | 2.9     | 2.0     | 0.8    | 0.4    | 6.5    |
| 1995-1996 | Portland     | 81     | 73     | 27.9   | .467  | .325   | .764 | 3.8     | 2.5     | 1.1    | 0.3    | 10.7   |
| 1996-1997 | Portland     | 41     | 8      | 18.9   | .340  | .418   | .837 | 2.3     | 2.0     | 0.8    | 0.4    | 4.1    |
| 1996-1997 | Détroit      | 42     | 3      | 20.2   | .464  | .375   | .836 | 3.0     | 1.8     | 1.0    | 0.2    | 6.3    |
| 1997-1998 | Détroit      | 24     | 1      | 19.7   | .413  | .176   | .870 | 2.8     | 1.6     | 1.0    | 0.0    | 4.5    |
| 1997-1998 | Philadelphie | 57     | 31     | 23.5   | .347  | .196   | .688 | 2.9     | 2.4     | 1.4    | 0.2    | 3.9    |
| 1998-1999 | Philadelphie | 50     | 4      | 19.2   | .401  | .194   | .710 | 2.8     | 2.0     | 1.3    | 0.1    | 4.8    |
| 1999-2000 | Philadelphie | 82     | 14     | 23.8   | .411  | .364   | .829 | 3.0     | 2.9     | 1.3    | 0.2    | 8.0    |
| 2000-2001 | Philadelphie | 76     | 33     | 31.5   | .473  | .312   | .768 | 4.1     | 5.0     | 1.4    | 0.1    | 11.6   |
| 2001-2002 | Philadelphie | 48     | 16     | 30.6   | .449  | .398   | .787 | 4.0     | 3.7     | 1.2    | 0.3    | 12.2   |
| 2002-2003 | Philadelphie | 80     | 40     | 29.7   | .429  | .330   | .836 | 4.4     | 3.5     | 1.6    | 0.1    | 9.0    |
| 2003-2004 | Philadelphie | 75     | 41     | 28.2   | .459  | .436   | .757 | 3.4     | 2.6     | 1.1    | 0.3    | 9.2    |
| 2004-2005 | Philadelphie | 68     | 3      | 16.4   | .430  | .323   | .625 | 2.5     | 1.5     | 0.7    | 0.3    | 2.2    |
| 2005-2006 | L.A. Lakers  | 14     | 0      | 8.6    | .250  | .000   | .500 | 1.4     | 0.8     | 0.4    | 0.0    | 0.5    |
| 2006-2007 | L.A. Lakers  | 10     | 0      | 13.1   | .647  | .000   | .000 | 1.8     | 1.3     | 0.4    | 0.0    | 2.2    |
| Carrière  | Carrière     | 793    | 287    | 24.2   | .438  | .350   | .779 | 3.3     | 2.7     | 1.2    | 0.2    | 7.4    |

### Playoffs
| Saison   | Équipe       | Matchs | Titul. | Min./m | % Tir | % 3pts | % LF | Rbds/m. | Pass/m. | Int/m. | Ctr/m. | Pts/m. |
| -------- | ------------ | ------ | ------ | ------ | ----- | ------ | ---- | ------- | ------- | ------ | ------ | ------ |
| 1995     | Portland     | 3      | 0      | 11.3   | .571  | .500   | .000 | 0.7     | 0.3     | 1.0    | 0.0    | 5.7    |
| 1996     | Portland     | 5      | 4      | 26.8   | .367  | .250   | .778 | 3.6     | 1.8     | 1.2    | 0.4    | 6.2    |
| 1997     | Détroit      | 5      | 0      | 19.4   | .350  | .200   | .000 | 2.0     | 2.0     | 1.2    | 0.4    | 3.0    |
| 1999     | Philadelphie | 6      | 0      | 16.2   | .304  | .000   | .857 | 2.5     | 1.8     | 0.7    | 0.0    | 3.3    |
| 2000     | Philadelphie | 10     | 6      | 33.1   | .485  | .343   | .839 | 3.6     | 4.6     | 0.4    | 0.2    | 13.8   |
| 2001     | Philadelphie | 23     | 16     | 38.8   | .415  | .422   | .787 | 5.2     | 5.3     | 1.5    | 0.1    | 14.6   |
| 2002     | Philadelphie | 5      | 0      | 29.2   | .435  | .375   | .700 | 3.6     | 2.4     | 2.0    | 0.0    | 10.6   |
| 2003     | Philadelphie | 12     | 0      | 26.3   | .535  | .556   | .857 | 3.6     | 1.8     | 0.8    | 0.2    | 7.8    |
| 2005     | Philadelphie | 5      | 0      | 17.0   | .429  | .333   | .000 | 2.4     | 1.0     | 0.8    | 0.0    | 1.4    |
| 2006     | L.A. Lakers  | 1      | 0      | 8.0    | .000  | .000   | .000 | 0.0     | 0.0     | 0.0    | 0.0    | 0.0    |
| Carrière | Carrière     | 75     | 26     | 28.5   | .437  | .385   | .801 | 3.6     | 3.2     | 1.1    | 0.1    | 9.5    |

## Anecdote
Aaron McKie est le cousin de Jason McKie de l'équipe des Bears de Chicago de la National Football League.